# 悪地

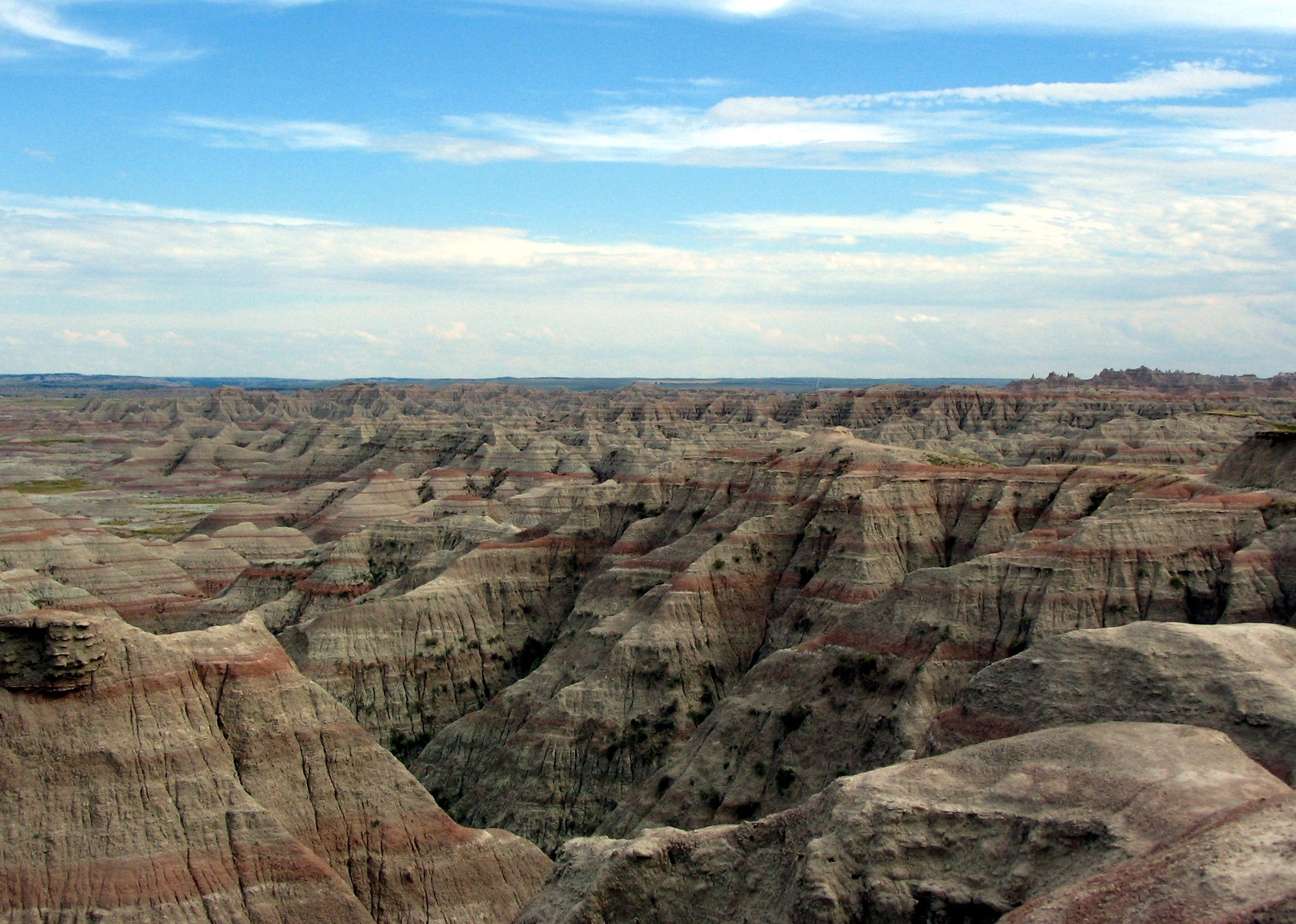
サウスダコタ州のバッドランズ国立公園。

悪地または悪地地形（あくち、あくちちけい、英: badlands）とは、結合度の低い堆積相や粘土相などが風雨により極度に侵食され、峡谷状の涸れ谷になった荒地のこと。組織地形の1種である。
広義には地質・地形が悪く農業や宅地開発に適さない土地という意味もあるが、本稿では狭義の雨水により極度に浸食された地形について述べる。片仮名でそのままバッドランドとも呼ばれる

## 名前の由来
Badlandsという定義は北米で一般に受け入れられており、元は米国のサウスダコタ州の現在ではバッドランズ国立公園となっている地域を、先住民のラコタがマコシカ（Makhóšiča）と呼んでいたことから来ている。マコシカは悪い土地という意味で英語に訳されBadlandと呼ばれるようになった。なおスペイン語でBadlandを意味する「Malpais」も米国などで地名や地形の名称になっている。マルパイスの節を参照。

## 概要
乾燥地帯で植生に乏しく、時たま訪れる豪雨により表土が流出し泥岩など浸透能が低い土壌のため急激に浸食され谷が形作られる。地表は無数の細かい雨裂や大小の急峻な峡谷や土柱に覆われており、平坦地はほとんどなく急斜面が多いため、人間を含めた動物の居住・通行は極めて困難であり、植物もほとんど生えず、岩肌がむき出しとなっている。文字通りの不毛の地である。
悪地の多いのはアメリカ・カナダである。悪地をそのまま地名としたバッドランズ国立公園をはじめ、セオドア・ルーズベルト国立公園、マコシカ州立公園、ミッドランド州立公園、ヘルズハーフエーカー、ビッグマディ悪地など名高い悪地がその景観を競っている。尖峰や土柱など独特の地形が特徴であり、ブライスキャニオン国立公園にある「トールハンマー」の異名を採る大土柱群は見る者を驚かせる。アメリカの悪地は、不毛の地である一方で垂直に露出した岩肌は化石の採集に最適であり、多くの化石が悪地から出土している。州立恐竜公園やロイヤル・ティレル古生物学博物館は悪地に併設して設置された博物館である。
ニュージーランドのプタンギルア尖峰は、山脈に形成された急峻な悪地として名高い。その荒涼かつ険しい地形はファンタジー映画『ロード・オブ・ザ・リング』で暗黒の地モルドールの情景の撮影に使われた。
台湾は泥岩で形成された山地が多く、悪地にも恵まれている。特に田寮区や卑南郷にある悪地は、草木一本生えていない荒涼たる景観から「月世界」と讃えられ観光客に人気を博している。
日本は侵食に強い火成岩の地盤が多いため悪地は形成されにくいが、六甲山麓の蓬萊峡は破砕した断層に雨水が浸入して侵食したことにより形成された珍しい悪地である。
スペインのラス・メドゥラスはローマ帝国によるローマ水道の技術を用いた 水力採鉱 による数百年にわたる大規模な砂金採取の結果、約2200ヘクタールの悪地が残された、いわば「人工悪地」である。

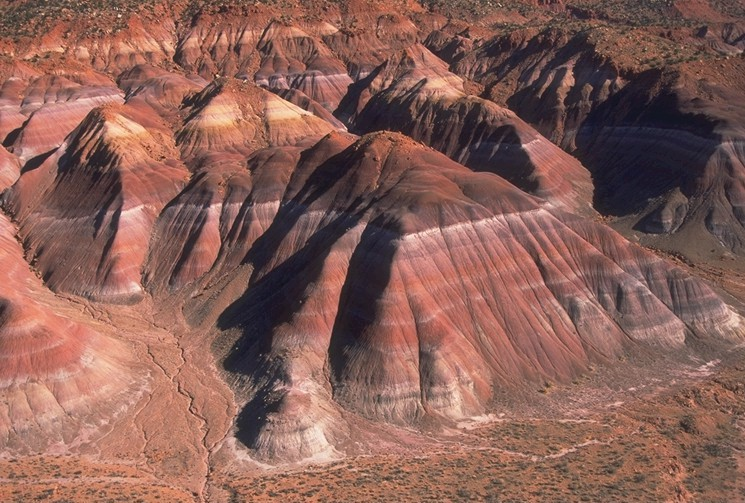
en:Grand Staircase-Escalante National Monument、 ユタ州
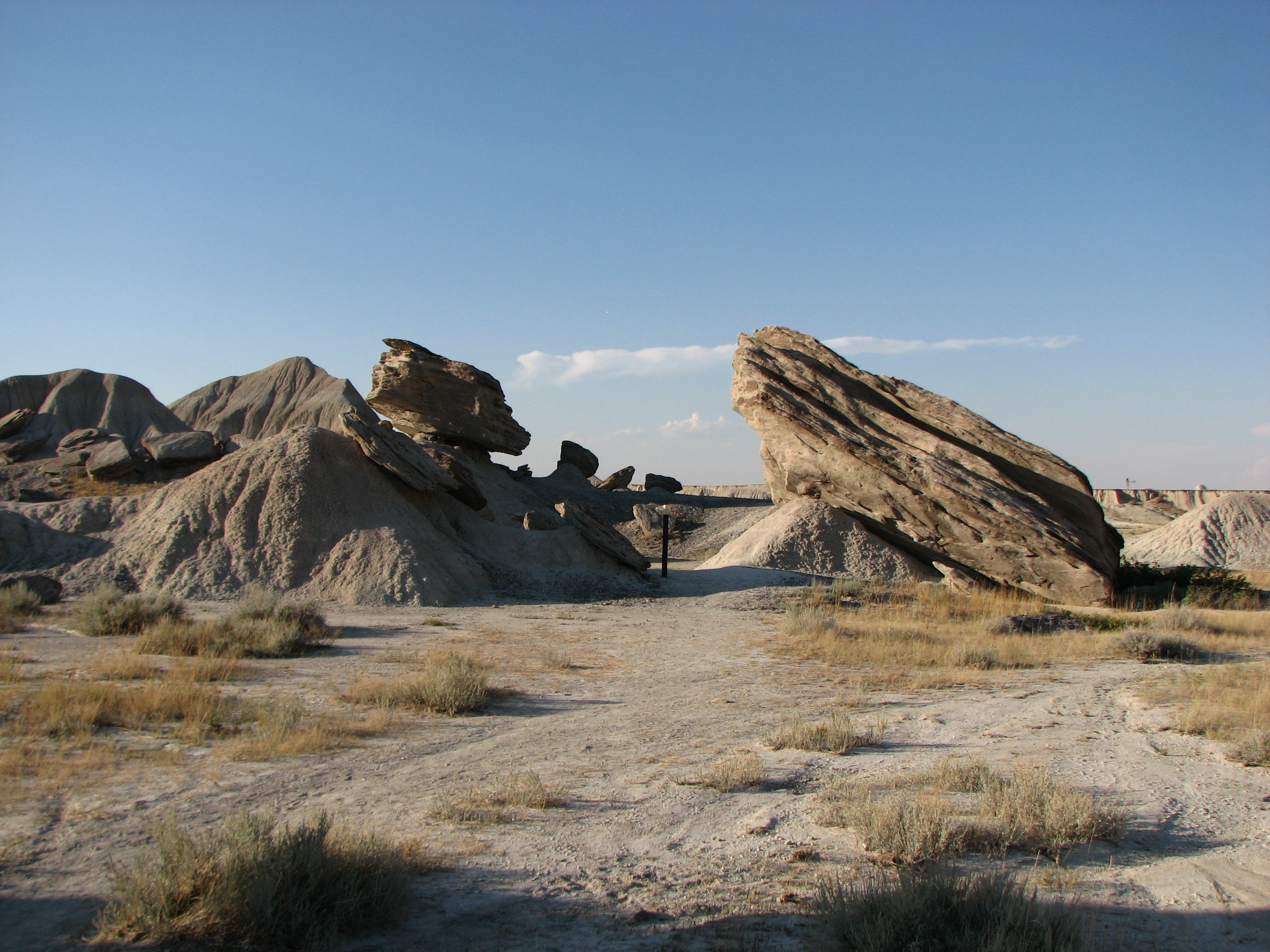
トウドゥストゥール地質学公園、ネブラスカ州
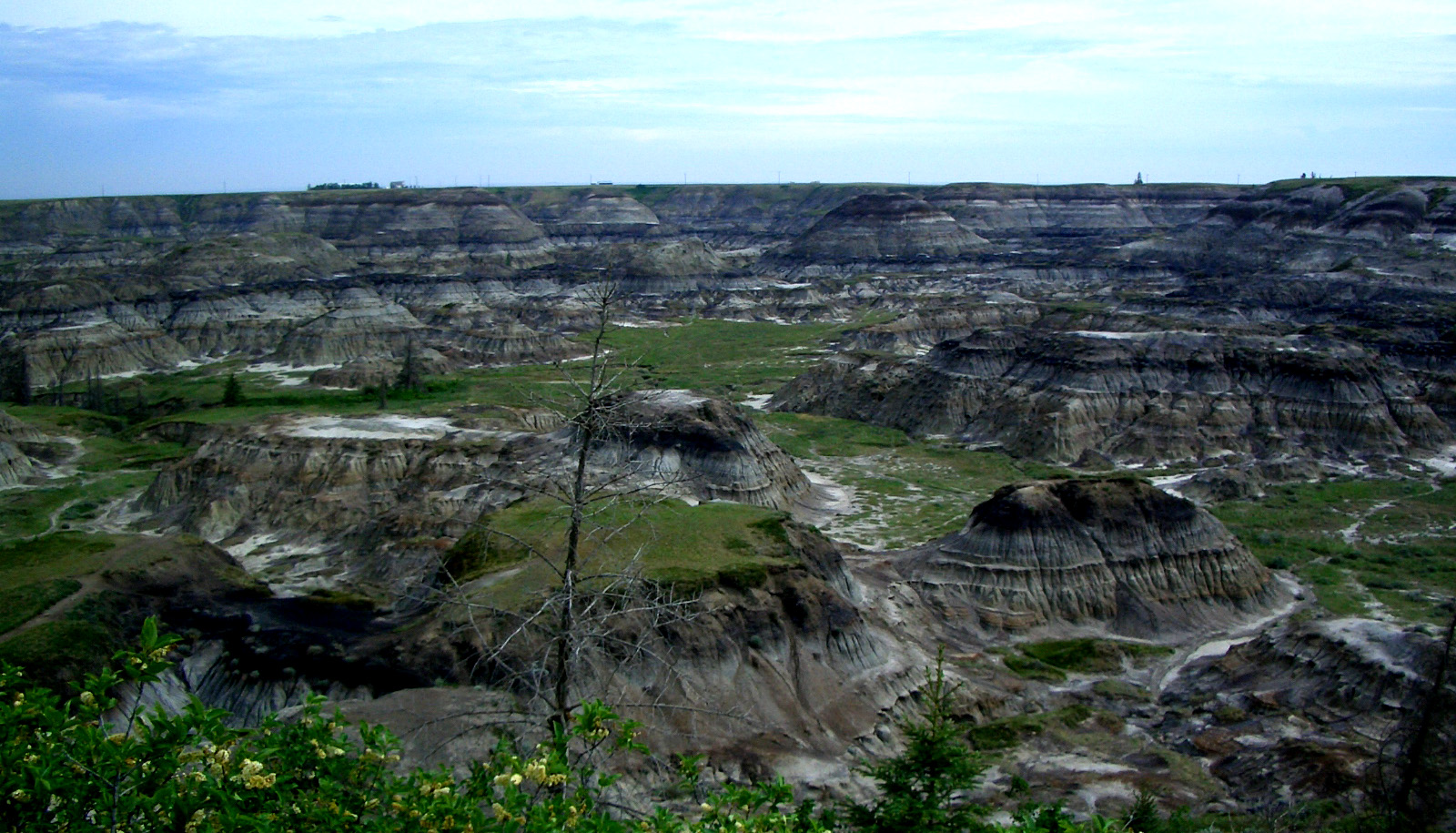
ドラムヘラー (アルバータ州)近郊の悪地
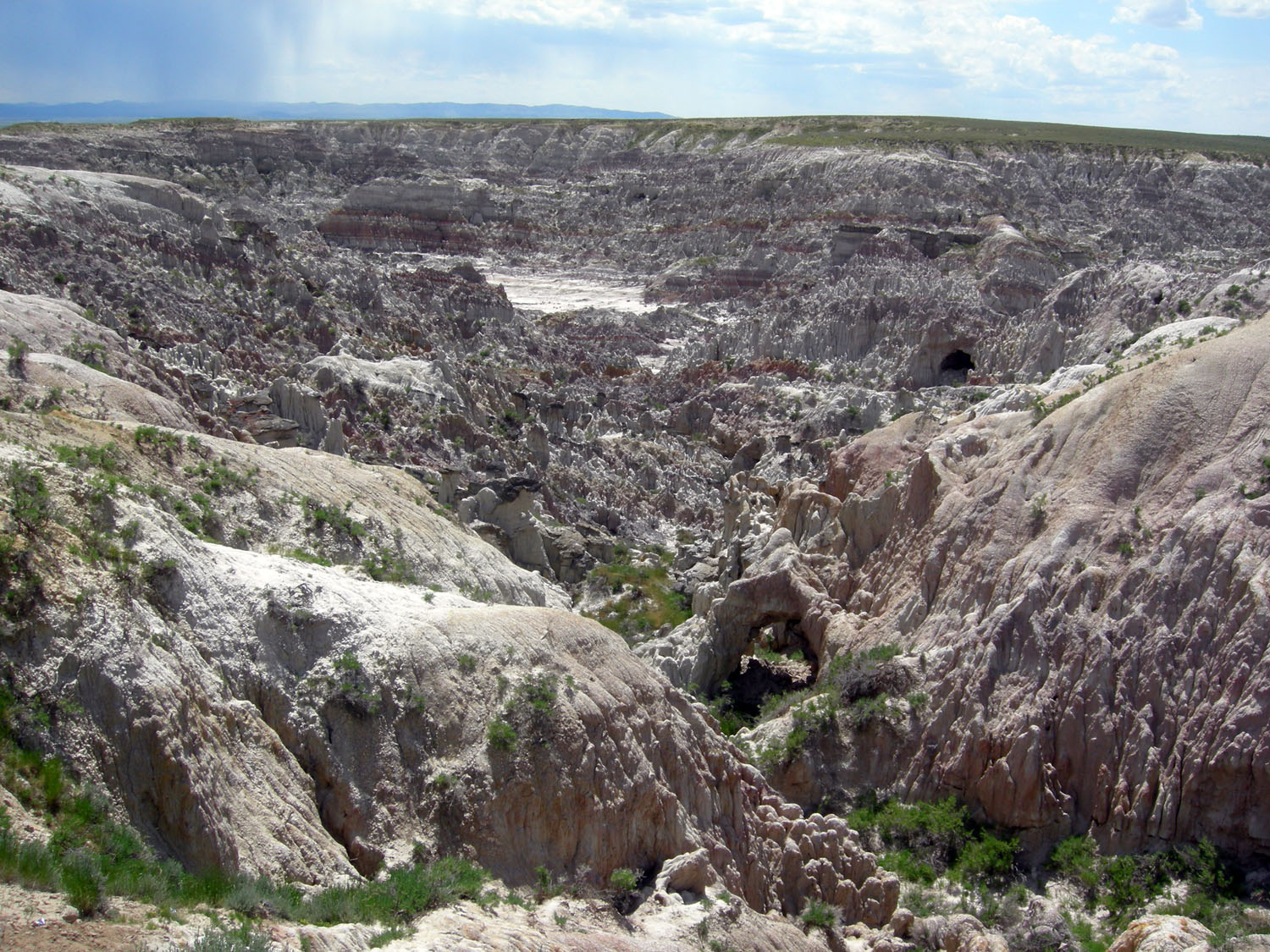
en:Hell's Half Acre (Wyoming)、ワイオミング州
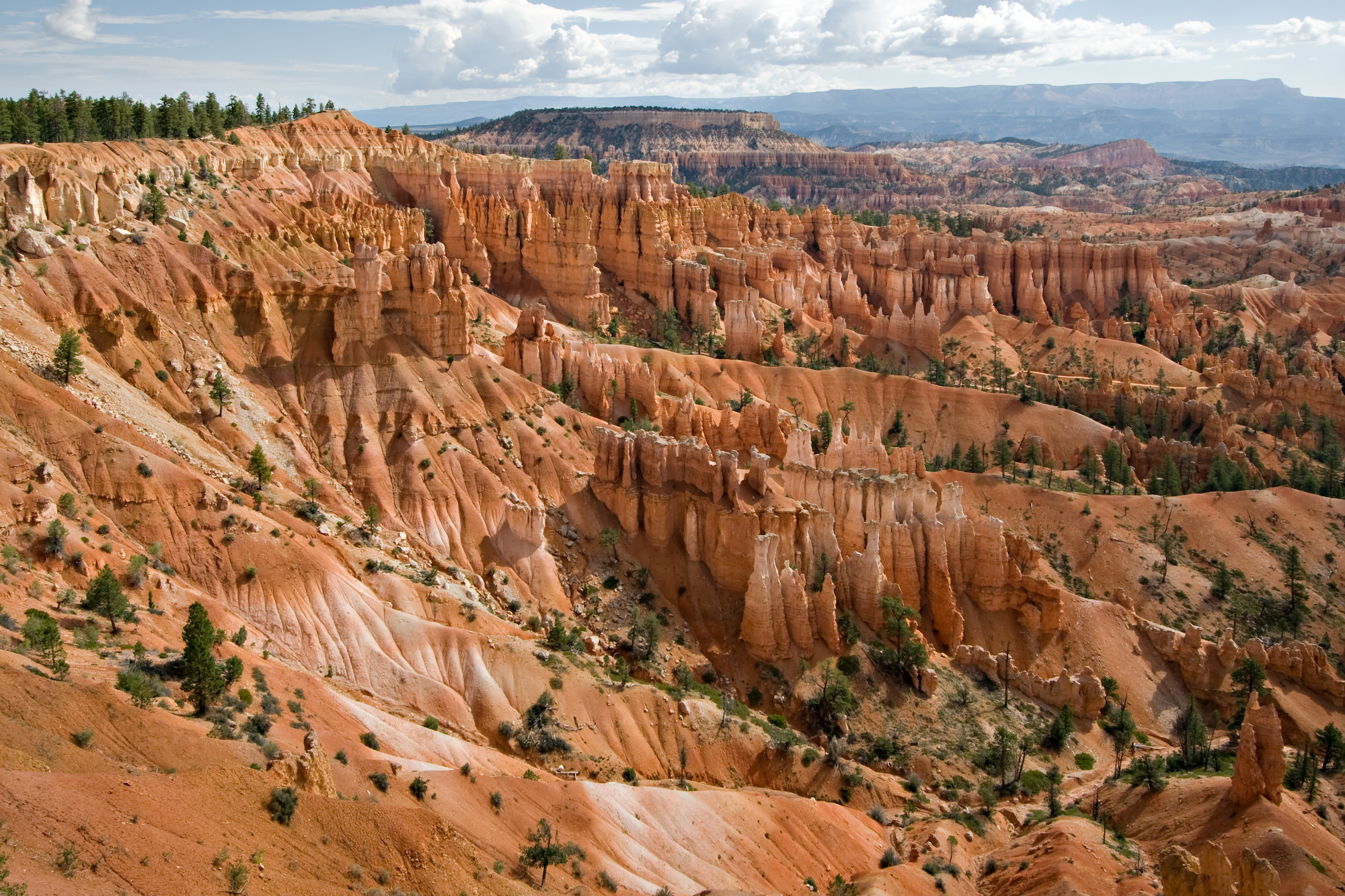
ブライスキャニオン国立公園、ユタ州
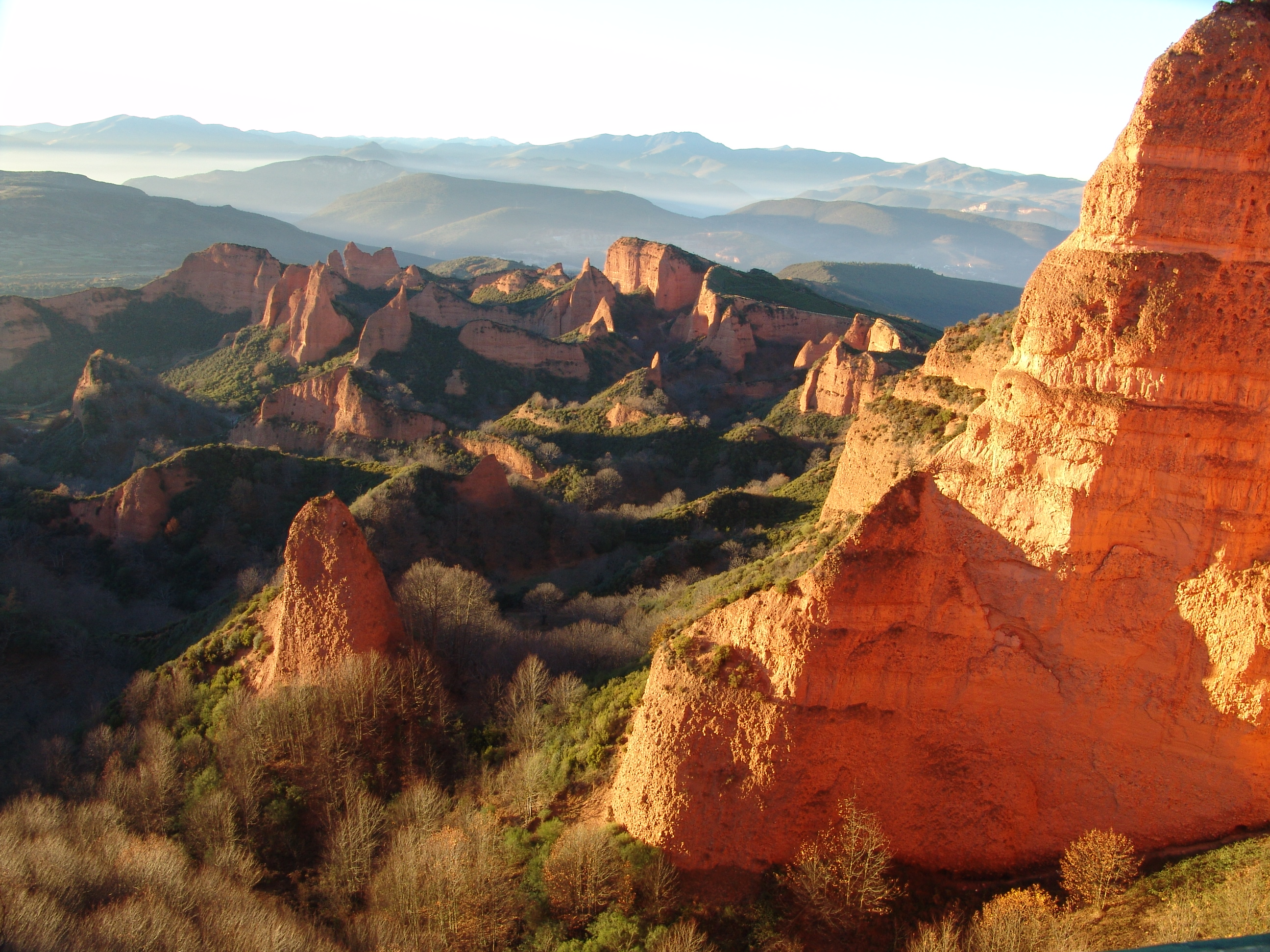
ラス・メドゥラス、 スペイン
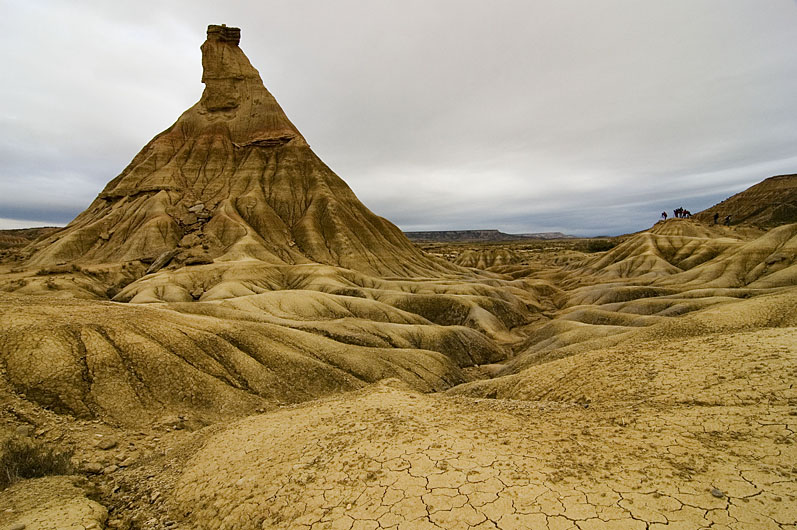
Bardenas Realesの悪地、 ナバラ州 スペイン
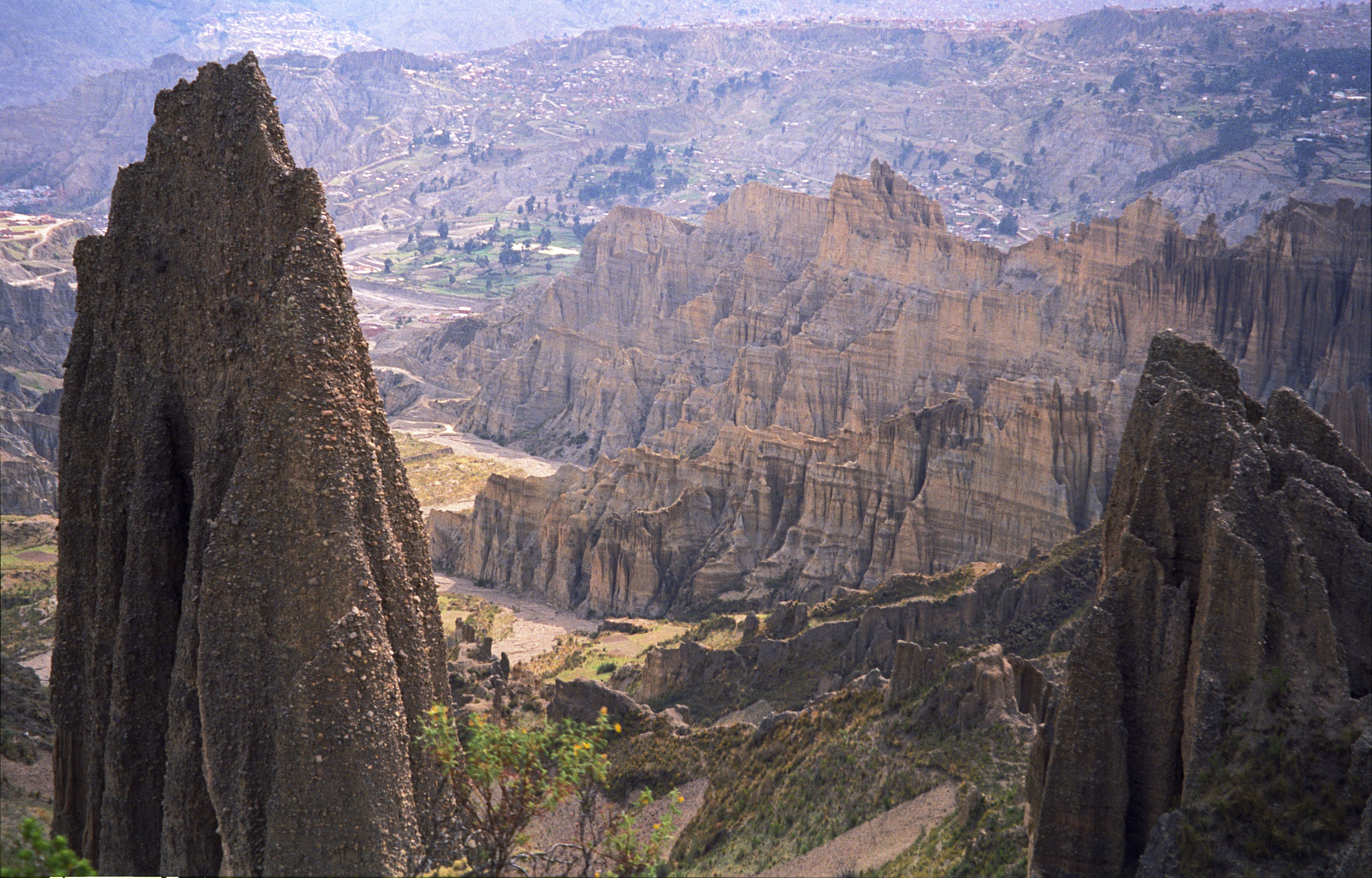
ボリビア・ラパス近郊の月の谷 (en:Valle de la Luna (Bolivia))

## マルパイス

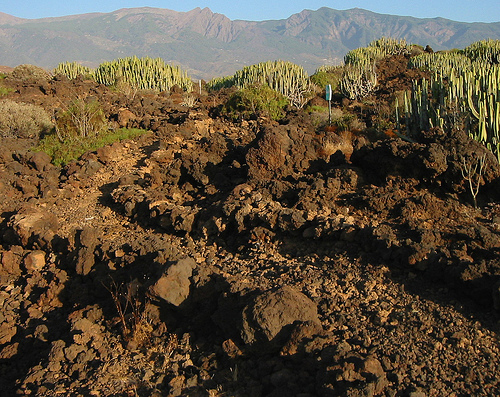
es:Malpaís de Güímar、カナリア諸島のテネリフェ島。

一方で「Badland」同様に不毛の地である火山岩や溶岩に覆われた地帯はマルパイス（西:  Malpaís）と呼ばれている。
マルパイス (Malpaís (landform)) は米国南西部に入植したスペイン人が火山岩や溶岩に覆われた地帯につけた名称で現在ではスペイン語のまま米国で地名および地形の名称になっている。これも英語に訳せばBadlandであり日本語に訳せば悪地である。
malpaisもbadlandも意味する所は植生の育たない（不毛の）悪い土地であるが、malpaisは火山地形に由来するものとしてbadlandとは区別されている。
マルパイスではニューメキシコ州のen:El Malpais National Monument、en:Carrizozo Malpais、en:Jornada del Muerto Volcano、トゥラロサ盆地のen:Jornada del Muertoがある。またカナリー諸島にもen:Malpaís de Güímarがある。